# Coppa Italia 2005-2006 (hockey su pista)
La Coppa Italia 2005-2006 è stata la 36ª edizione della principale coppa nazionale italiana di hockey su pista. La manifestazione è iniziata il 30 settembre si è conclusa il 22 novembre 2005.
Il trofeo è stato conquistato dal Follonica per la quarta volta nella sua storia.

## Formula
Al torneo hanno preso parte tutte le 14 formazioni iscritte al massimo campionato e i due club retrocessi in serie A2 la stagione precedente per un totale di 16 squadre partecipanti. Le formazioni sono state divise in quattro gironi all'italiana di quattro squadre ciascuno. Ogni girone si è svolto con partite di sola andata in sede unica, sul campo di gioco della società miglior offerente.
La prima e la seconda classificata di ogni raggruppamento si è qualificata per i gironi di della seconda fase (due gruppi di quattro squadre ciascuno), che si sono svolti con la medesima formula. Tutti gli incontri delle prime due fasi sono stati disputati sulla durata di 40 minuti (anziché i canonici 50).
Le vincenti dei due gironi di seconda fase si sono affrontate nella finale, con partita di andata e ritorno.

## Squadre partecipanti
- Amatori Lodi
- Amatori Reggio Emilia
- Amatori Vercelli
- Bassano 54 - Finalista Coppa Italia 2004-2005
- CGC Viareggio
- Follonica -  Detentore Coppa Italia 2004-2005
- Marzotto Valdagno
- Modena

- Novara
- Prato Primavera
- Roller Novara
- Roller Salerno
- Salernitana
- Trissino
- Breganze - Retrocesse in serie A2 2005-2006
- Forte dei Marmi - Retrocesse in serie A2 2005-2006

## Risultati

### Prima fase

#### Girone A
Il girone A fu disputato a Valdagno dal 30 settembre al 1º ottobre 2005.
| Squadra               | Pt | G | V | N | P | GF | GS | DG  |
| --------------------- | -- | - | - | - | - | -- | -- | --- |
| Bassano 54            | 9  | 3 | 3 | 0 | 0 | 14 | 2  | +12 |
| Marzotto Valdagno     | 6  | 3 | 2 | 0 | 1 | 8  | 5  | +3  |
| Amatori Reggio Emilia | 3  | 3 | 1 | 0 | 2 | 6  | 10 | -4  |
| Forte dei Marmi       | 0  | 3 | 0 | 0 | 3 | 1  | 12 | -11 |

| Valdagno 30 settembre 2005, ore 20:15 CEST | Bassano 54 | 5 – 1 | Forte dei Marmi | Palalido |

| Valdagno 30 settembre 2005, ore 21:30 CEST | Amatori Reggio Emilia | 2 – 4 | Marzotto Valdagno | Palalido |

| Valdagno 1º ottobre 2005, ore 15:30 CEST | Forte dei Marmi | 0 – 3 | Marzotto Valdagno | Palalido |

| Valdagno 1º ottobre 2005, ore 16:45 CEST | Bassano 54 | 6 – 0 | Amatori Reggio Emilia | Palalido |

| Valdagno 1º ottobre 2005, ore 20:15 CEST | Forte dei Marmi | 0 – 4 | Amatori Reggio Emilia | Palalido |

| Valdagno 1º ottobre 2005, ore 21:30 CEST | Marzotto Valdagno | 1 – 3 | Bassano 54 | Palalido |

#### Girone B
Il girone B fu disputato a Viareggio dal 1º al 2 ottobre 2005.
| Squadra          | Pt | G | V | N | P | GF | GS | DG |
| ---------------- | -- | - | - | - | - | -- | -- | -- |
| Amatori Vercelli | 6  | 3 | 2 | 0 | 1 | 13 | 11 | +2 |
| CGC Viareggio    | 6  | 3 | 2 | 0 | 1 | 13 | 12 | +1 |
| Breganze         | 3  | 3 | 1 | 0 | 2 | 13 | 14 | -1 |
| Trissino         | 3  | 3 | 1 | 0 | 2 | 9  | 11 | -2 |

| Viareggio 1º ottobre 2005, ore 16:00 CEST | CGC Viareggio | 5 – 4 | Breganze | PalaBarsacchi |

| Viareggio 1º ottobre 2005, ore 17:30 CEST | Amatori Vercelli | 3 – 2 | Trissino | PalaBarsacchi |

| Viareggio 1º ottobre 2005, ore 20:30 CEST | Breganze | 4 – 6 | Trissino | PalaBarsacchi |

| Viareggio 1º ottobre 2005, ore 21:30 CEST | CGC Viareggio | 4 – 7 | Amatori Vercelli | PalaBarsacchi |

| Viareggio 2 ottobre 2005, ore 10:00 CEST | Amatori Vercelli | 3 – 5 | Breganze | PalaBarsacchi |

| Viareggio 2 ottobre 2005, ore 11:30 CEST | CGC Viareggio | 4 – 1 | Trissino | PalaBarsacchi |

#### Girone C
Il girone C fu disputato a Follonica dal 1º al 2 ottobre 2005.
| Squadra        | Pt | G | V | N | P | GF | GS | DG  |
| -------------- | -- | - | - | - | - | -- | -- | --- |
| Follonica      | 9  | 3 | 3 | 0 | 0 | 21 | 6  | +15 |
| Novara         | 6  | 3 | 2 | 0 | 1 | 10 | 11 | -1  |
| Amatori Lodi   | 3  | 3 | 1 | 0 | 2 | 6  | 15 | -9  |
| Roller Salerno | 0  | 3 | 0 | 0 | 3 | 4  | 9  | -5  |

| Follonica 1º ottobre 2005, ore 19:00 CEST | Follonica | 5 – 2 | Roller Salerno | Pista Armeni |

| Follonica 1º ottobre 2005, ore 21:30 CEST | Novara | 7 – 1 | Amatori Lodi | Pista Armeni |

| Follonica 2 ottobre 2005, ore 11:00 CEST | Follonica | 7 – 3 | Amatori Lodi | Pista Armeni |

| Follonica 2 ottobre 2005, ore 12:30 CEST | Novara | 2 – 1 | Roller Salerno | Pista Armeni |

| Follonica 2 ottobre 2005, ore 18:00 CEST | Roller Salerno | 1 – 2 | Amatori Lodi | Pista Armeni |

| Follonica 2 ottobre 2005, ore 19:30 CEST | Follonica | 9 – 1 | Novara | Pista Armeni |

#### Girone D
Il girone D fu disputato a Prato dal 1º al 2 ottobre 2005.
| Squadra         | Pt | G | V | N | P | GF | GS | DG  |
| --------------- | -- | - | - | - | - | -- | -- | --- |
| Prato Primavera | 9  | 3 | 3 | 0 | 0 | 19 | 2  | +17 |
| Modena          | 6  | 3 | 2 | 0 | 1 | 7  | 4  | +3  |
| Roller Novara   | 3  | 3 | 1 | 0 | 2 | 12 | 6  | +6  |
| Salernitana     | 0  | 3 | 0 | 0 | 3 | 0  | 26 | -26 |

| Prato 1º ottobre 2005, ore 16:00 CEST | Roller Novara | 0 – 2 | Modena | PalaRogai |

| Prato 1º ottobre 2005, ore 17:30 CEST | Prato Primavera | 11 – 0 | Salernitana | PalaRogai |

| Prato 1º ottobre 2005, ore 20:30 CEST | Prato Primavera | 4 – 0 | Modena | PalaRogai |

| Prato 1º ottobre 2005, ore 22:00 CEST | Roller Novara | 10 – 0 | Salernitana | PalaRogai |

| Prato 2 ottobre 2005, ore 10:00 CEST | Salernitana | 0 – 5 | Modena | PalaRogai |

| Prato 2 ottobre 2005, ore 11:30 CEST | Prato Primavera | 4 – 2 | Roller Novara | PalaRogai |

### Seconda fase

#### Girone A
Il girone A fu disputato a Viareggio dall'8 al 9 ottobre 2005.
| Squadra         | Pt | G | V | N | P | GF | GS | DG |
| --------------- | -- | - | - | - | - | -- | -- | -- |
| Prato Primavera | 9  | 3 | 3 | 0 | 0 | 9  | 4  | +5 |
| CGC Viareggio   | 6  | 3 | 2 | 0 | 1 | 7  | 7  | 0  |
| Bassano 54      | 3  | 3 | 1 | 0 | 2 | 11 | 8  | +3 |
| Novara          | 0  | 3 | 0 | 0 | 3 | 6  | 14 | -8 |

| Viareggio 8 ottobre 2005, ore 15:00 CEST | Novara | 2 – 3 | CGC Viareggio | PalaBarsacchi |

| Viareggio 8 ottobre 2005, ore 16:30 CEST | Bassano 54 | 1 – 3 | Prato Primavera | PalaBarsacchi |

| Viareggio 8 ottobre 2005, ore 20:30 CEST | Prato Primavera | 3 – 2 | Novara | PalaBarsacchi |

| Viareggio 8 ottobre 2005, ore 22:00 CEST | CGC Viareggio | 3 – 2 | Bassano 54 | PalaBarsacchi |

| Viareggio 9 ottobre 2005, ore 10:00 CEST | Novara | 2 – 8 | Bassano 54 | PalaBarsacchi |

| Viareggio 2 ottobre 2005, ore 11:30 CEST | CGC Viareggio | 1 – 3 | Prato Primavera | PalaBarsacchi |

#### Girone B
Il girone b fu disputato a Follonica dall'8 al 9 ottobre 2005.
| Squadra           | Pt | G | V | N | P | GF | GS | DG  |
| ----------------- | -- | - | - | - | - | -- | -- | --- |
| Follonica         | 9  | 3 | 3 | 0 | 0 | 21 | 4  | +17 |
| Modena            | 4  | 3 | 1 | 1 | 1 | 6  | 12 | -6  |
| Amatori Vercelli  | 3  | 3 | 1 | 0 | 2 | 7  | 11 | -4  |
| Marzotto Valdagno | 1  | 3 | 1 | 0 | 2 | 6  | 13 | -7  |

| Follonica 8 ottobre 2005, ore 19:30 CEST | Modena | 2 – 1 | Amatori Vercelli | Pista Armeni |

| Follonica 8 ottobre 2005, ore 21:00 CEST | Follonica | 6 – 1 | Marzotto Valdagno | Pista Armeni |

| Follonica 9 ottobre 2005, ore 11:30 CEST | Modena | 1 – 8 | Follonica | Pista Armeni |

| Follonica 9 ottobre 2005, ore 13:00 CEST | Amatori Vercelli | 4 – 2 | Marzotto Valdagno | Pista Armeni |

| Follonica 9 ottobre 2005, ore 18:00 CEST | Marzotto Valdagno | 3 – 3 | Modena | Pista Armeni |

| Follonica 9 ottobre 2005, ore 19:30 CEST | Follonica | 7 – 2 | Amatori Vercelli | Pista Armeni |

### Finale
| Prato 25 ottobre 2005, ore 20:30 CET Finale di andata | Prato Primavera | 4 – 8 referto | Follonica | PalaRogai |

| Follonica 22 novembre 2005, ore 20:45 CET Finale di ritorno | Follonica | 6 – 2 referto | Prato Primavera | Pista Armeni |